# Paulia
Paulia is een geslacht van zeesterren uit de familie Asterodiscididae.

## Soort
- Paulia horrida Gray, 1840